# Philip Gore, IV conte di Arran
Philip Yorke Gore, IV conte di Arran (Dublino, 23 novembre 1801 – 25 giugno 1884), è stato un nobile e diplomatico irlandese.

## Biografia
Era il figlio del colonnello William John Gore, figlio di Arthur Gore, II conte di Arran, e di sua moglie, Caroline Hales, figlia di Sir Thomas Hales, IV Baronetto.

## Carriera
Nel 1820 fu inviato come attaché presso l'ambasciata britannica a Stoccolma fino al 1825 quando venne trasferito a Parigi fino all'anno dopo quando venne trasferito a Lisbona. Fu promosso a segretario di legazione nel 1828 e incaricato d'affari nel 1832. Egli succedette allo zio Arthur come conte nel 1837.

## Matrimonio
Sposò, il 1º marzo 1838 a Freshford, Elizabeth Marianne Napier (?-27 aprile 1899), figlia di William Francis Patrick Napier. Ebbero cinque figli:
- Arthur Gore, V conte di Arran (6 gennaio 1839-14 marzo 1901);
- Lord Augustus Frederick (7 dicembre 1840-19 gennaio 1849);
- Lady Caroline Annesley (1848-17 dicembre 1914), sposò Walter Hore-Ruthven, IX Lord di Freeland, ebbero cinque figli;
- Lady Elizabeth Augusta (1855-26 maggio 1933);
- Lady Mary Napier (1858-2 febbraio 1927), sposò Herbert Brisbane Ewart, ebbero tre figlie.

## Morte
Morì il 25 giugno 1884, all'età di 82 anni.